# Rottal (Gemeinde Haugschlag)
Rottal ist eine Rotte zwei Kilometer nordwestlich von Haugschlag direkt an der Grenze zu Tschechien, und Katastralgemeinde und Ortschaft der Gemeinde Haugschlag im Bezirk Gmünd in Niederösterreich mit 67 Einwohnern (Stand 1. Jänner 2024).. Rottal ist die nördlichste Katastralgemeinde Österreichs.

## Geographie
Die ganz mit Wald umgebene Rotte befindet sich im Nordwesten des Waldviertels und wird vom Rottaler Bach durchflossen, der am nördlichsten Punkt Österreichs in den Neumühlbach einfließt. Südlich erhebt sich der Weißenberg (586 m) und im Osten der Sternberg (617 m). Nördlich des Ortes bildet das Grenzbachl/Červený potok die Staatsgrenze. Südwestlich erstreckt sich der Rottaler Forst bis an den Neumühlbach und Stankauer Teich.
Zur Ortschaft gehören auch die zerstreuten Häuser in Lerchenfeld und der Gasthof Perzy. Am 1. April 2020 umfasste die Ortschaft 54 Adressen.
Nachbarortschaften:
|  | Nový Vojířov (Böhmisch Bernschlag, Gem. Nová Bystřice CZ) | Smrčná (Fichtau, Gem. Nová Bystřice CZ)                                                 |
|  | Kompassrose, die auf Nachbargemeinden zeigt               | Blankohäuser (Ortsch. Haugschlag), Mnich (Münichschlag, Gem. Nová Bystřice CZ, Wüstung) |
|  | Lerchenfeld (Ortsch. Haugschlag)                          | Haugschlag                                                                              |

## Geschichte
Die Streusiedlung Rottal wurde um 1740 als Holzfällersiedlung gegründet und besiedelt. In den Sterbematriken wird Rottal ab den 1730er-Jahren erwähnt. Ab 1740 werden die neugestifteten Hütten von Rottal im Grundbuch erwähnt. 1751 zählte Rottal 17 untertänige Häuser. Schweickhardt beschrieb die Einwohner als Waldbauern, die auf ihren mageren und sandigen Böden nur wenig Ertrag erzielen können und deshalb überwiegend Holz schlugen, das sie bis nach Neubistritz lieferten. Von ebensolcher Bedeutung war im Ort die Weberei.
Das Dorf gehörte zur Herrschaft Litschau und erhielt seinen Namen von Maria Antonia, verw. Gräfin von Kuefstein, geborene von Rottal, die den Fideikommiss für ihren minderjährigen Sohn Johann Anton verwaltete. Im Jahr 1822 wurde der Ort als Amt mit 23 Häusern genannt, das nach Haugschlag eingepfarrt war, wohin auch die Kinder eingeschult wurden. Die Herrschaft Litschau besaß die Ortsobrigkeit, übte die Landgerichtsbarkeit aus, besorgte die Konskription und hatte die Grundherrschaft inne.
1829 entstand in Rottal eine Gifthütte, die unter anderem Zyankali und Berliner Blau produzierte. 1842 stellte sie den Betrieb ein. In dem Dorf an der niederösterreichisch-böhmischen Grenze bestand ein Zollhaus.
Nach der Gründung der Tschechoslowakei lag Rottal an der österreichisch-tschechoslowakischen Grenze. 1922 entstand auf böhmischer Seite an der Neumühle die Grenzkaserne Peršlák. 1948 wurde die Grenze dicht gemacht und Rottal lag bis 1990 am Eisernen Vorhang.
In dem Ort befindet sich eine große Population von Mopsfledermäusen.

## Sehenswürdigkeiten

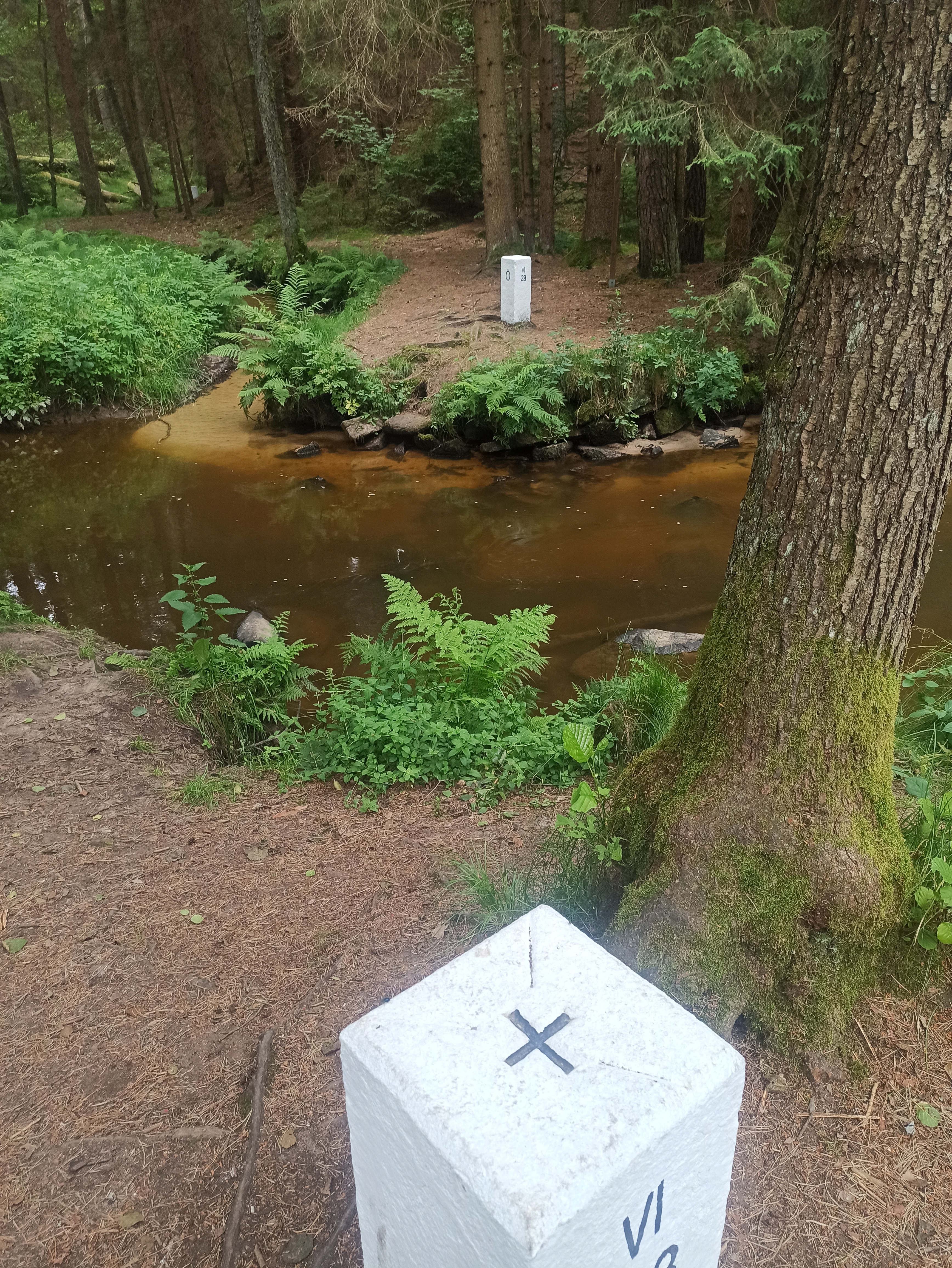
Der nördlichste Punkt Österreichs – am anderen Ufer

- Meridianstein am Schnittpunkt des 15. Längenkreises und 49. Breitenkreises, im Rottaler Forst an der Grenze am Stankauer Teich, drei Kilometer südwestlich des Dorfes
- nördlichster Punkt Österreichs, am unteren Ende von Rottal, bei der ehemaligen Kaserne Peršlák. Hier beginnt der Eisenwurzenweg, ein Weitwanderweg, der in die Nähe des südlichsten Punkt Österreichs führt.
- Kapelle mit barockem Zwiebeltürmchen, errichtet 1801 als Wegekapelle und 1894 zur Dorfkapelle erweitert
- Gasthaus Perzy mit Wirtsstube und Greißlerei aus den 1920er Jahren